# Nhà máy bia Blackrocks

Logo của Nhà máy bia Blackrocks

Nhà máy bia Blackrocks là một nhà máy bia thủ công ở Marquette, Michigan. Được thành lập vào cuối năm 2010, nhà máy bia này là một trong những nhà máy bia lớn nhất trên Bán đảo Thượng Michigan với doanh số mở rộng đến Bán đảo Hạ của Wisconsin và Michigan.

## Lịch sử
David Manson và Andy Langlois thành lập và khai trương Nhà máy bia Blackrocks ở Marquette, Michigan vào tháng 12 năm 2010. Cả hai đều là cựu nhân viên bán hàng dược phẩm thất nghiệp của một công ty đang bị thu hẹp về quy mô trong cuộc Đại suy thoái cuối thập niên 2000. Nhà máy bia lấy tên từ một tảng đá trong Công viên Presque Isle, cạnh Hồ Thượng.
Nhà máy bia bắt đầu hoạt động trong phạm vi 200 mét vuông tại ngôi nhà mang phong cách Victoria cổ điển. Tầng một ngôi nhà đóng vai trò là khu vực dành cho khách hàng quen và tầng hầm dành riêng cho việc sản xuất bia một thùng nhỏ. Mỗi ngày, Manson và Langlois đều bán bia đến khi hết nhẵn, mọi chuyện dần dần trở thành một điều bình thường và họ quyết định mở rộng sang hệ thống sản xuất bia ba thùng đồng thời lập thêm một sân trong để mở rộng khu vực phục vụ khách vốn dĩ đã chật chội của cơ sở.
Vào năm 2013, Blackrocks mở rộng diện tích sản xuất bằng cách mua thêm 840 mét vuông từ nhà máy đóng chai Coca-Cola trước đây. Họ cũng tiến hành lắp đặt một hệ thống sản xuất bia gồm hai mươi thùng trong khuôn viên, cho phép nhà máy tăng sản lượng sản xuất lên 4.500 thùng mỗi năm đồng thời đóng lon sản phẩm. Sau khi nhu cầu tiêu thụ và doanh số tăng vọt thêm 25% trong năm 2017, công ty tiến hành xây dựng 53,3 mét vuông diện tích nhà máy ở phía bắc trong khu đất cũ của Coca-Cola vào năm 2018 cũng như lắp đặt nhiều tấm pin mặt trời trên mái của nhà máy vào năm 2019.

### Sản xuất và phân phối
Trong hai năm 2015 và 2016, Blackrocks đã tăng quy mô và sản lượng sản xuất lên đến 7.000 thùng mỗi năm và bắt đầu bán sản phẩm của mình trên Bán đảo Hạ Michigan và tại bang Wisconsin lân cận. Tính đến  năm 2020, Blackrocks là nhà máy bia lớn thứ mười ở tiểu bang Michigan tính theo tổng sản lượng và doanh số bán hàng, xếp thứ hai ở Bán đảo Thượng sau Công ty Bia Keweenaw. Năm 2018, sản lượng bia do Blackrocks sản xuất ra tăng lên 7.500 thùng bia vào năm 2018, cao hơn nhiều so với con số 6.595 thùng năm 2017 và 5.066 thùng vào năm 2016.

### Câu lạc bộ vại bia
"Câu lạc bộ vại bia" của công ty Blackrocks cung cấp cho khách hàng quen thuộc một vại bia siêu to bằng gốm lớn truyền thống được treo trong quán. Khách hàng có thể sử dụng chiếc vại này để nhận được số lượng bia lớn hơn với giá thông thường. Ban đầu, câu lạc bộ này chỉ giới hạn ở 50 người với giá 40 đô la Mỹ/đầu người. Tuy nhiên, họ sớm nhận ra việc phải liên tục mở rộng chương trình này để đáp ứng nhu cầu ngày càng tăng cao. Vào năm 2013, số lượng vại đạt 1.100 chiếc. Cuối cùng, nhà máy hết chỗ để lưu trữ thêm vại và vào năm 2015, câu lạc bộ buộc phải giới hạn ở con số 1.400 khách hàng thân thiết.

## Tọa lạc
Tính đến  năm 2020, vị trí bán hàng của Nhà máy bia Blackrocks nằm trong một khu nhà cũ ở số 424N, phố thứ ba, Marquette, Michigan. Theo mô tả của tờ Star Tribune, quán trông giống như một "nhà trượt tuyết ngoài trời". Nó có hai tầng dành cho khách hàng và một sân lớn đông khách quanh năm, với các hố lửa được lắp đặt để sưởi ấm trong mùa đông. Mái hiên gây tranh cãi trong khu vực cũng được mở rộng vào năm 2017. Một hàng rào chạy dọc theo rìa của quán cũng có dựng sẵn nhiều ván trượt đã qua sử dụng. Nhiều ván trượt trong số này do các khách hàng quen của nhà máy bia gửi tặng.
Vào tháng 2 năm 2020, nhà máy bia tuyên bố về việc mua thành công hai cấu trúc trên nền một bất động sản liền kề cũng tại số 420N, Third St. với ý định mở rộng khu vực có sẵn cho khách hàng.

## Đánh giá và công nhận
Năm 2013, Blackrocks được MLive xếp hạng là một trong những nhà máy bia mới nổi chất lượng nhất ở bang Michigan.
Tính đến  năm 2019, 51K IPA là thương hiệu bia nổi tiếng nhất của công ty bia Blackrocks. Tờ Detroit Free Press đã phải thốt lên rằng thương hiệu bia Mykiss IPA của hãng "có thể là một trong những thương hiệu bia IPA trứ danh nhất trong tiểu bang [Michigan]". Khi nhà máy bắt đầu việc đóng lon vào năm 2013, ba loại bia chủ lực chính của hãng là: bia 51K IPA, Grand Rabbits Cream Ale và Coconut Brown Ale. Tính đến tháng 5 năm 2020, cả ba vẫn đang được sản xuất song song với các nhãn hiệu bia khác.